# 사무 (프로레슬링 선수)

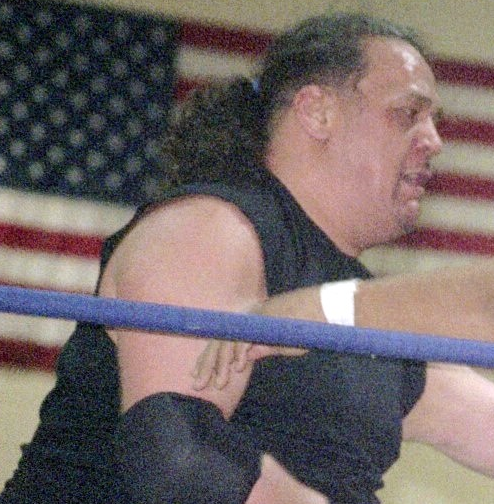
2006년

사무라 아이(Samula Anoaʻi, 1963년 5월 29일 ~ )는 미국의 프로레슬링선수며 사모아계 미국인이다. 키는 192cm 몸무게는 118kg이다. 피니쉬는 사모아 스터너(파이어맨즈 캐리 커터), 다이빙 헤드벗으로 사용을 한다.